# Petr Vlček (sochař)
Petr Vlček (* 28. července 1962 v Praze) je český akademický sochař a umělecký sklář.

## Životopis
Mezi roky 1981 a 1984 navštěvoval Střední výtvarnou školu Václava Hollara v Praze, v letech 1984–1990 studoval design na katedře architektury Vysoké školy uměleckoprůmyslové. V průběhu studií se postupně přikláněl k volné tvorbě, pod vlivem prof. Karla Vaňury se začal zajímat o tzv. ateliérové sklo. Cyklus grafik, které v roce 1988 vytvořil, později zakoupila grafická sbírka Národní galerie. V roce 1990 obdržel stipendium italského Ministero dei Beni Culturali v Římě.
Po absolutoriu nepřijal nabízený post asistenta v ateliéru designu Vysoké školy uměleckoprůmyslové a vydal se na dráhu svobodného povolání. V roce 1992, 1996, 1998 a 2000 byly jeho práce vybrány newyorským muzeem v Corningu mezi sto nejzajímavějších a publikovány v New Glass Review 13, 17, 19 a 21.
| „                                                                         | Ve Vlčkově tvorbě se prolíná autorovo souznění s materiálem a jeho technická dovednost, křehkost užité hmoty a rudimentární, robustní téma jeho umělecké výpovědi. Tento kontrapunkt vyvolává neobvyklou přitažlivost Vlčkových děl, podobnou lidskému úžasu nad rozporností všech věcí světa. | “ |
| — Milena Lamarová, text katalogu Český design 1980 – 1999, UPM Praha 1999 | |   |

## Dílo

### Výběr výstav
- 2024 – Alone together, Muzeum skla a bižuterie, Jablonec n. N., CZ
- 2024 – LewAllen Galleries, Santa Fe, New Mexico, USA
- 2019 – Odvaha a risk. Století designu, Uměleckoprůmyslové muzeum, Praha, CZ
- 2019 – Plejády skla 1946–2019,Uměleckoprůmyslové muzeum, Praha, CZ
- 2017 – Galerie Dolmen, CZ
- 2016 – Prague City Center, Praha, CZ
- 2012 – Galerie Havelka, Praha, CZ
- 2010 – Galerie Dion, Praha, CZ
- 2008 – Glassgalerie Hittfeld, Hamburg, SRN
- 2008 – Museum of Art, Santa Fe, New Mexico, USA
- 2008 – Musée des Beaux Arts d’Alger, Alžír
- 2005 – Aichi, Expo 2005 AICHI, Japonsko
- 2005 – SOFA, New York, USA
- 2004/2005 – Miami Palm Beach3, Florida, USA
- 2004 – SOFA, Chicago, USA
- 2004 – Leo Kaplan Gallery, New York, USA
- 2003 – Studio Glass Gallery, Londýn,Velká Británie
- 2001 – Studio Glass Gallery,Londýn, Velká Británie
- 1999 – Severočeské muzeum, Liberec, CZ
- 1998 – Muzeum skla a bižuterie, Jablonec n. Nisou, CZ
- 1997 – Gallery Compositions, San Francisco, USA
- 1996 – Pratt Fine Arts Center, Seattle, USA
- 1996 – Leo Kaplan Modern, New York, USA
- 1996 – SOFA, Chicago, USA
- 1995 – Alternative Art Galleries, Londýn, Velká Británie
- 1994 – Historische museum, Bamberg, SRN
- 1993 – Glass Now, Yamaha, Japonsko
- 1993 – Gallery Lara, Chicago, USA
- 1992 – Europart, Ženeva, Švýcarsko
- 1992 – Kunstindustrimuseet, Oslo, Norsko
- 1991 – Ambiente, Hamburg, SRN
- 1990 – OB ART, Paříž, Francie
- 1989 – Galerie Ewers, Kolín nad Rýnem, SRN

### Ve veřejných sbírkách
- Uměleckoprůmyslové museum v Praze, CZ
- Národní galerie v Praze, CZ
- Národní technické muzeum v Praze, CZ
- Moravská galerie Brno, CZ
- Západočeská galerie v Plzni, CZ
- Východočeské muzeum Pardubice, CZ
- Severočeské muzeum, Liberec, CZ
- Muzeum skla a bižuterie, Jablonec n. Nisou, CZ
- Slovenské sklářské muzeum, Lednické Rovné, SR
- Česká spořitelna, Praha, CZ
- Kunstsammlungen der Veste, Coburg, SRN
- Glasmuseet Ebeltoft, Dánsko
- Ernsting Stiftung, Alter Hof Herding, Coesfeld, SRN